# Conflitos entre trabalho e família
Os conflitos entre trabalho e família ocorre quando exigências incompatíveis entre o trabalho e a família tornam os papéis de um indivíduo que faz participação em ambos os papéis mais difícil.  Assim, o conflito ocorre na interface entre a vida profissional. Conflito entre trabalho e família é importante para as organizações e indivíduos porque está ligado a conseqüências negativas. Por exemplo, o conflito entre trabalho e família está associada ao aumento de burnout no trabalho e estresse no trabalho e diminuição da saúde, comprometimento organizacional e desempenho no trabalho.

## Histórico
Começaram a chamar a atenção dos gestores na década de 1980, principalmente por causa do número de mulheres com filhos que entraram no mercado de trabalho, pois passou a ser necessário que elas combinem as responsabilidades profissionais com as familiares.
Mudanças no mundo do trabalho, têm ampliado as exigências sobre os trabalhadores  e gerado impactos sobre a qualidade de vida no trabalho. 

## Distinções Teóricas
Conceitualmente, existe uma diferenciação entre o "conflito trabalho-família", o "conflito família-trabalho". 
O "conflito trabalho-família", que ocorreria quando o excesso de demandas provenientes do trabalho interferindo na vida pessoal, tais como extensos, irregulares ou inflexíveis horas de trabalho, sobrecarga de trabalho e outras formas de estresse no trabalho, conflitos interpessoais no trabalho, longas viagens, transições de carreira, supervisor ou organização que não lhe oferecem apoio. Por exemplo, um encontro inesperado no final do dia pode impedir que um pai de pegar o seu filho da escola.
Conflito da família para o trabalho ocorre quando experiências na família interfere com a vida profissional como a presença de crianças, a responsabilidade primária para as crianças, idosos responsabilidades de cuidados, conflitos interpessoais dentro da unidade familiar, os membros da família que não oferecem suporte. Por exemplo, um pai pode tirar uma folga do trabalho para cuidar de uma criança doente.
Embora essas duas formas de interferência-obra conflito com a família (CTF) e interferência de família com o trabalho (CFT) estão fortemente correlacionados entre si, mas a atenção tem sido direcionada para CTF mais do que para o CFT. Isso pode, porque as exigências do trabalho são mais fáceis de quantificar; isto é, os limites e as responsabilidades do papel da família é mais elástico do que os limites e as responsabilidades do papel trabalho. Além disso, a pesquisa constatou que os papéis de trabalho são mais susceptíveis de interferir com os papéis da família de papéis familiares são susceptíveis de interferir com os papéis de trabalho. Isso é em grande parte atribuída à ideia de que Arlie Hochschild Russel chamado de "o trabalhador ideal".
Hochschild observa astutamente que os empregadores têm de imagem de um "trabalhador ideal" já repousa sobre alguns pressupostos irrealistas sobre como a família deve funcionar. Muitos empregadores esperam que os funcionários com famílias tem alguém cuidando de tudo em casa, deixando o trabalhador não onerado. 
As organizações também têm se debruçado sobre o problema, na medida que os conflitos afetam o desempenho dos empregados e consequentemente o resultado da empresa, cresce a pressão pela implementação de políticas de apoio e de qualidade de vida no trabalho com a finalidade de facilitar o esforço dos trabalhadores em cumprir suas responsabilidades profissionais e pessoais. 
A compreensão dos conflitos entre vida profissional e pessoal pode auxiliar as organizações no desenho de políticas e no fomento de práticas voltadas ao equilíbrio entre esses dois universos, permitindo maior eficiência na aplicação de recursos e a criação de um ambiente organizacional mais estável e produtivo. 

## Tipos
Três tipos de conflito trabalho-família foram identificados: baseado em tempo, baseado tensão e comportamento  Cada um destes tipos pode ocorrer em ambos os sentidos, a família para trabalhar, e trabalhar para a família.
Baseado em:
- Tempo requisitos de tempo em todo papéis profissionais e familiares competindo
- Tensão pressões no desempenho prejudicar um papel na segunda papel
- Comportamento incompatibilidade de comportamentos necessários para os dois papéis

## Estratégias
| Estratégia                        | Programa ou Política | Exemplo |
| --------------------------------- | --- | --- |
| Estratégia com base no tempo      | - Horários flexíveis - Compartilhamento de tarefas - Trabalho de meio período - Licença maternidade e paternidade | 80% dos 400 funcionários da Avaya no Brasil, têm a liberdade para trabalhar a distância; a IBM concede licença maternidade e paternidade de até 3 anos com garantia no emprego. |
| Estratégia com base na informação | - Página na intranet sobre equilíbrio entre a vida pessoal e profissional - Assistência à recolocação - Recursos para programas de terceira idade | A consultoria Ernst & Young oferece sites em sua intranet com informações sobre como redigir pedidos de horários flexíveis, encontrar parceiro para compartilhamento de tarefa etc. |
| Estratégias financeiras           | - Convênios com creches - Benefícios flexíveis - Assistência1 para adoção - Convênios com instituições de ensino - Licenças remuneradas | Em algumas organizações públicas, como o Banco Central do Brasil, os funcionários podem pedir uma licença cursar mestrado e doutorado, mantendo seus salários integrais. |
| Serviços diretos                  | - Creche - Cuidados emergenciais - Salão de estática e saúde - Serviço de atendimento - Academia de ginásticas . | As maiores unidades da Johnson & Johnson possuem academia de ginástica; o laboratório Eurofarma criou creches nos locais de trabalho para que as mães pudessem ficar próximas de seus filhos; na Visa Vale foi criado o ComuniCafé, onde os funcionários tem direito a aparelho de massagem e podem jogar sinuca para descontrair e reduzir o estresse. |
| Estratégia de mudança de cultura  | - Treinamento para gestores ajudarem seus subordinados a enfrentar os conflitos entre a vida pessoal e profissional. - A remuneração dos gestores é vinculada a satisfação dos funcionários. - Foco no desempenho real dos funcionários e não no cumprimento de horários. | A empresa de telecomunicação Lucent, a rede de hotéis Marriott, a Xerox e os laboratórios Merck e Pfizer são algumas empresas que vinculam a remuneração de seus gestores à satisfação dos funcionários. |